# Aýrybaba
De Aýrybaba (Russisch: Айрибаба, Ajribaba; sinds 2004 officieel Beýik Saparmyrat Türkmenbaşy belentligi ofte 'Berg van de Grote Saparmurat Türkmenbaşy') is met een hoogte van 3138 meter boven de zeespiegel het hoogste punt van Turkmenistan. De berg is gelegen in 's lands oostelijkste provincie Lebap op de grens met de Oezbeekse provincie Surxondaryo. Hij maakt er deel uit van het Köýtendag.
Met een topografische prominentie van 1639 meter is de Aýrybaba een zogenaamde ultraprominente top.